# Rally Príncipe de Asturias de 1991
El Rally Príncipe de Asturias de 1991, oficialmente 28.º Rally Príncipe de Asturias, fue la vigésimo octava edición, la 34 cita de la temporada 1991 del Campeonato de Europa de Rally y la octava de la temporada 1991 del Campeonato de España de Rally. Se celebró los días 5 de septiembre, 6 de septiembre y 7 de septiembre y contó con un itinerario de veintiséis tramos que sumaban un total de 303,1 km cronometrados.

## Itinerario
| Día   | Tramo | Nombre                 | Distancia | Hora  |
| ----- | ----- | ---------------------- | --------- | ----- |
| Día 1 | TC1   | Super Especial "Gemar" | 1.95 km   | 14:53 |
| Día 1 | TC2   | Peón                   | 8.16 km   | 15:20 |
| Día 1 | TC3   | Valdebárcena           | 11.09 km  | 15:44 |
| Día 1 | TC4   | La Faya                | 11.07 km  | 16:24 |
| Día 1 | TC5   | La Foz                 | 9.91 km   | 17:37 |
| Día 2 | TC6   | Selgas                 | 8.55 km   | 09:00 |
| Día 2 | TC7   | Artedo                 | 10.88 km  | 09:23 |
| Día 2 | TC8   | Troncedo               | 9.72 km   | 09:46 |
| Día 2 | TC9   | Ayones                 | 9.59 km   | 10:34 |
| Día 2 | TC10  | Lavio                  | 10.72 km  | 10:57 |
| Día 2 | TC11  | Selgas 2               | 8.55 km   | 13:13 |
| Día 2 | TC12  | Artedo 2               | 10.88 km  | 13:36 |
| Día 2 | TC13  | Troncedo 2             | 9.72 km   | 14:04 |
| Día 2 | TC14  | Ayones 2               | 9.59 km   | 14:57 |
| Día 2 | TC15  | Lavio 2                | 10.72 km  | 15:25 |
| Día 2 | TC16  | Quinzanas-Mortera      | 11.85 km  | 16:34 |
| Día 3 | TC17  | Piloña                 | 9.14 km   | 08:00 |
| Día 3 | TC18  | Moandi                 | 15.62 km  | 08:38 |
| Día 3 | TC19  | Labra                  | 10.33 km  | 09:30 |
| Día 3 | TC20  | Carmen-Torre           | 17.13 km  | 10:28 |
| Día 3 | TC21  | Libardón               | 22.87 km  | 11:16 |
| Día 3 | TC22  | Piloña 2               | 9.14 km   | 12:00 |
| Día 3 | TC23  | Moandi 2               | 15.62 km  | 13:42 |
| Día 3 | TC24  | Labra 2                | 10.33 km  | 14:34 |
| Día 3 | TC25  | Carmen-Torre 2         | 17.13 km  | 15:32 |
| Día 3 | TC26  | Libardón 2             | 22.87 km  | 16:20 |

## Clasificación final
| Pos. | Piloto             | Copiloto                      | Automóvil                  | Tiempo       | Diferencia |
| ---- | ------------------ | ----------------------------- | -------------------------- | ------------ | ---------- |
| 1.   | José María Ponce   | José Carlos Déniz             | BMW M3 E30                 | 3:34:49      | 0.0        |
| 2.   | Pedro Javier Diego | Icíar Muguerza                | Lancia Delta Integrale 16V | 3:37:49 3:00 | +3:00      |
| 3.   | Gustavo Trelles    | Ricardo Ivetich               | Lancia Delta Integrale 16V | 3:37:50 7:00 | +3:01      |
| 4.   | Borja Moratal      | Arturo Fernández de La Puente | Opel Kadett GSI 16V        | 3:40:46      | +5:57      |
| 5.   | Luis Climent       | José Antonio Muñoz            | Opel Corsa A GSi           | 3:44:20      | +9:31      |
| 6.   | Daniel Alonso      | Salvador Belzunces            | Ford Sierra RS Cosworth    | 3:46:06      | +11:17     |
| 7.   | Iñigo Lilly        | Mario Saguillo                | Opel Corsa A GSi           | 3:48:03      | +13:14     |
| 8.   | Bernardo Cardín    | Santiago Marcos               | Lancia Delta Integrale 16V | 3:52:40      | +17:51     |
| 9.   | Oriol Gómez        | Marc Martí                    | Peugeot 309 GTI 1          | 3:53:15      | +18:26     |
| 10.  | «Capi Saiz»        | «Vivi»                        | Peugeot 205 GTI 1.9        | 3:54:49      | +20:00     |